# Dorian Scott
Dorian Armand Scott (East Orange, 1º febbraio 1982) è un pesista giamaicano.
Trovato positivo in un test antidoping alla cannabis nel 2007, è stato inserito nella lista Public Warning della IAAF.

## Palmarès
| Anno | Manifestazione      | Sede           | Evento         | Risultato | Misura  | Note |
| ---- | ------------------- | -------------- | -------------- | --------- | ------- | ---- |
| 2003 | Giochi panamericani | Santo Domingo  | Getto del peso | 10º       | 17,02 m |      |
| 2005 | Mondiali            | Helsinki       | Getto del peso | 27º       | 18,33 m |      |
| 2006 | Commonwealth        | Melbourne      | Getto del peso | Argento   | 19,75 m |      |
| 2007 | Giochi panamericani | Rio de Janeiro | Getto del peso | Argento   | 20,06 m |      |
| 2007 | Mondiali            | Ōsaka          | Getto del peso | Finale    | nm      |      |
| 2008 | Mondiali indoor     | Valencia       | Getto del peso | 5º        | 20,29 m |      |
| 2008 | Olimpiadi           | Pechino        | Getto del peso | 15º       | 19,94 m |      |
| 2010 | Giochi CAC          | Mayagüez       | Getto del peso | Oro       | 18,92 m |      |
| 2010 | Commonwealth        | Delhi          | Getto del peso | Argento   | 20,19 m |      |
| 2012 | Olimpiadi           | Londra         | Getto del peso | 10º       | 20,61 m |      |